# Sesma del río Jalón
La Sesma del río Jalón era una de las 6 sesmas o divisiones administrativas de la Comunidad de Aldeas de Calatayud. Estuvo vigente desde la creación de la Comunidad por Alfonso I de Aragón en el año 1131 hasta la creación de las actuales provincias de Zaragoza y Teruel en 1833. Estaba formada por siete municipios.

Sesma del río de la Cañada
Sesma del río Ibdes
Sesma del río de Berdejo
Sesma del río Miedes
Sesma del río Jalón
Sesma del río Jiloca

En un principio las aldeas eran tributarias de Calatayud lo que provocó descontento y una progresiva despoblación del territorio hasta que en 1254, Jaime I les liberó de pagar a Calatayud.
Los lugares y aldeas que formaban parte de la Sesma fueron los siguientes
- Ateca
- Alhama
- Bubierca
- Castejón de las Armas
- Morata de Jiloca
- Paracuellos de Jiloca
- Terrer

|  |